# Г'юберт Лемб
Г'юберт Горацій Лемб (англ. Hubert Horace Lamb; 22 вересня 1913, Бедфорд — 28 червня 1997, Голт) — англійський кліматолог, який у 1972 році заснував Підрозділ з дослідження клімату в Школі вивчення довкілля Університету Східної Англії.

## Дослідження
Більшу частину свого наукового життя Лемб провів у Метеорологічному бюро Великої Британії, де починав як технік. Будучи квакером, він відмовився працювати над метеорологією поширення газу під час Другої світової війни, і був переведений в Ірландську метеорологічну службу, що мала тоді тісні зв'язки з Метеорологічним бюро. Після повернення на службу Великій Британії по закіченню війни його обов'язки стосувалися довготермінового прогнозування погоди, світової кліматології та змін клімату. Задля цього Лемб провів декілька років в Антактиці, Мальті та Північній Африці, а також став членом Робочої групи ВМО з кліматичних коливань.
Лемб одним з перших висунув ідею, що клімат міг змінюватися в межах людського досвіду, що суперечило прийнятому уявленню про клімат як константу для практичних цілей. Він розробив ранні теорії про середньовічний кліматичний оптимум та малий льодовиковий період. Лемб став відомим за своє передбачення глобального похолодання та прийдешнього льодовикового періоду, а згодом він висвітлив більш близьке у майбутньому глобальне потепління.

### Середньовічний теплий період
У 1965 році він опублікував своє дослідження на тему «Ранній середньовічний теплий період і його продовження» (The early medieval warm epoch and its sequel) на основі «даних з ботанічних, історичнодокументальних та метеорологічних досліджень». На його думку, «у багатьох галузях досліджень накопичилися докази відчутно теплого клімату у багатьох частинах світу, що тривав близько 1000–1200 років нашої ери і змінився зниженням рівнів температури до 1500–1700 років, найхолоднішої фази з часів останнього льодовикового періоду». У статті містилися діаграми температур у центральній Англії, що у версії 1982 року враховували також «вірогідну нестачу повідомлень про м'які зими у Середньовіччі» та «деякі ботанічні зауваги», зокрема історичні записи з виноградників південної та східної Англії. Ця версія з'явилася у IPCC First Assessment Report у 1990 році (сторінка 202) як «Схематична діаграма глобальних температурних варіацій за останню тисячу років».

### Підрозділ з дослідження клімату
У 1971 році Лемб вирішив проводити свої піонерські дослідження в університеті, і став першим директором Підрозділу з дослідження клімату (Climatic Research Unit), заснованого у 1972 році в Школі вивчення довкілля в Університеті Східної Англії. 
У 1973 та 1975 роках він організував дві міжнародні конференції у Норвічі. Його називали «льодовиковою людиною» за його точку зору, що глобальне похолодання призведе до майбутнього льодовикового періоду в межах 10 тисяч років, з деякими гостими фазами похолодання «у наступні тисячу-дві років».:368 
Однак він також визнавав, що в межах століття може мати серйозні наслідки глобальне потепління.:365 
Його застереження щодо шкоди сільському господарству, танення льодовикових шапок та затоплення міст привернули широку увагу і допомогли сформувати громадську думку. Він отримав спонсорську допомогу від семи великих страхових компаній, які хотіли використати дослідження підрозділу на користь власним дослідженням впливу змін клімату на страхування від штормів та паводків. Лемб пішов з підрозділу у 1978, а його внесок у роботу підрозділо було визнано в 1981 наданням йому почесного ступеня доктора наук.

### Гострі кліматичні зміни і глобальне потепління
Книжка Лемба «Історія клімату і майбутнє» (Climatic History and the Future) 1977 року описує дослідження викопного пилку, яке показало гостру зміну від льодовикової ери сосен до дубів. 
У передмові до видання книжки 1984 року Лемб згадує дослідження «проблеми вуглекислого газу» і закликає більше досліджувати минулий клімат, зокрема «докази того, що деякі вагомі кліматичні зміни відбулися на диво швидко». Він припускає, що наступне покриття льодовиком почнеться через 3-7 тисяч років.

## Родина
Лемб — онук математика Горація Лемба. Син Г'юберта, Норман Лемб — член пармаменту від Північного Норфолка.

## Вшанування
У серпні 2006 року будівлю Підрозділу з вивчення клімату в Університеті Східної Англії було перейменовано на Будівлю Г'юберта Лемба. Того ж року роботу Лемба було згадано у «топ-100 відкриттів, інновацій та дослідницьких проектів останніх 50 років, що відбулися в університетах Великої Британії і змінили світ».
У вересні 2013 року сторіччя з дня народження Лемба було відзначено симпозіумом в Університеті Східної Англії, організованим спільно з Королівським метеорологічним товариством.

## Нагороди
- Золота медаль Саймонса від Королівського метеорологічного товариства, Велика Британія[2]
- Премія Мерчінсона Королівського географічного товариства, Велика Британія[2]
- Медаль Вега від Шведського географічного товариства.
- EGS Honorary Membership 1997